# Грейвс, Дэнни
Дэниел Питер Грейвс (англ. Daniel Peter Graves, род. 7 августа 1973) — профессиональный бейсболист, выступавший в Главной лиге бейсбола. Грейвс родился в Сайгоне в семье американского военного и вьетнамки и является единственным родившимся во Вьетнаме игроком в истории МЛБ и одним из нескольких вьетнамо-американских игроков. Большую часть профессиональной карьеры Грейвс провёл в «Цинциннати Редс», где с 1999 по 2004 год был лидером команды по количеству сейвов, за исключением сезона 2003 года, когда он выходил на позиции стартового питчера. На студенческом уровне выступал за команду университета Майами.

## Профессиональная карьера
Грейвс был выбран на драфте МЛБ 2004 года в четвёртом раунде клубом «Кливленд Индианс». Уже через два дня после драфта, во время игр университетской Мировой серии Дэнни получил травму передней крестообразной связки. Вернувшись к выступлениям через год, он стал одним из лучших питчеров «Индианс» в низших лигах, а в 1996 году дебютировал в МЛБ. Проведя полтора года в Кливледне, в июле 1997 года Грейвс был обменян в «Цинциннати Редс».
За первые девять сезонов в МЛБ в составе «Индианс» и «Редс» Грейвс одержал 40 побед и потерпел 42 поражения. Он сделал 406 страйкаутов, 172 сейва, а его показатель ERA составил 3,89. Он является единственным игроком в истории МЛБ, у которого более чем в одном сезоне все хиты были хоум-ранами — в 2000 и 2001 годах (по 1 хоум-рану).
В 2003 году руководство «Редс» решило попробовать Грейвса на позиции стартового питчера. В итоге, за 26 стартов он показал результат 4-14.
Сезон 2005 года оказался ещё более неудачным для Дэнни. За первые 20 игр его показатель ERA составил 7,36. Такая невыразительная игра питчера пришлась не по нраву болельщикам «Редс», которые стали освистывать Дэнни каждый раз когда тот выходил на поле. Не выдержав напряжения, 23 мая, когда менеджер клуба Дэйв Майли вышел, чтобы заменить Грейвса, тот показал непристойный жест рукой болельщикам. Вскоре после этого поступка его отчислили из команды.
11 июня 2005 года он в качестве свободного агента подписал контракт с «Нью-Йорк Метс». В новой команде его игра по-прежнему оставляла желать лучшего и 26 августа его отправили в фарм-клуб, где он показал результат 0-2 с показателем ERA 18,0.
19 декабря 2005 года Грейвс подписал контракт с «Кливленд Индианс». Первоначально его планировали использовать в низших лигах, но отыграв хорошо весенние сборы Грейвс получил место в основном составе «Индианс». В играх же регулярного чемпионата Дэнни вновь стал испытывать проблемы и 18 мая 2006 года был переведён в фарм-клуб «Баффало Байзонс».
19 декабря 2006 года Грейвс подписал контракт на выступления в низших лигах с «Колорадо Рокиз», но ещё во время весенних сборов был отчислен. Чтобы поддерживать игровую практику Дэнни пришлось подписать контракт с «Лонг-Айленд Дакс» из Атлантической лиги профессионального бейсбола, в которой он стал лучшим по сейвам.
30 марта 2008 года Грейвс подписал контракт с «Миннесотой Твинс» и год выступал в фарм-клубе «Рочестер Уингс». По окончании сезона он стал свободным агентом и в январе 2009 года подписал контракт с «Хьюстон Астрос», но 25 марта был уволен.